# Fantoom (roman)
Fantoom is een fantasyboek van de Amerikaanse schrijver Terry Goodkind. Het is het tiende deel uit de reeks de wetten van de magie, en het tweede deel van de afsluitende trilogie van deze reeks. Deze trilogie wordt ook wel de Ketenvuur-trilogie genoemd. 

## Samenvatting van het boek
Dit boek gaat verder met de zoektocht naar Kahlan en een oplossing voor de Ketenvuur betovering. Kahlan reist nog steeds met de Zusters van de Duisternis Ulicia, Cecilia en Armina. Zij haasten zich echter naar een herberg hoewel ze Tovi moeten inhalen, niet wetend dat Tovi in het vorige boek neergestoken is door Samuel en voor haar dood ondervraagd werd door Nicci. Als ze in de herberg aankomen, is iedereen verbaasd dat de herbergier Kahlan kan zien en haar bij haar titel noemt, de Biechtmoeder. Door de Ketenvuur bezwering kan zou nochtans niemand Kahlan mogen zien, of zelfs maar weten dat ze bestaat. Ketenvuur zorgde ervoor dat Kahlan uit het geheugen van de mensen werd gehaald. De zusters vermoorden de man en zetten hun zoektocht verder in de richting van Caska, de plaats waar ze hadden afgesproken met Tovi.
In de Tovenaarsburcht, voelt Richard sterke magie zond zich en probeert het te onderzoeken. Hij ontdekt dat Ann, Nathan en Zedd in een kamer, waar Nicci gevangen zit in een verificatieweb. Het web is bedoeld om Ketenvuur te bestuderen om een manier te vinden om het ongedaan te maken. Richard merkt enkele onvolmaaktheden op aan het web en probeert de anderen vruchteloos ervan te overtuigen dat het web niet werkt. Richard kan het web ongedaan maken, maar voordat Nicci kan zeggen dat web inderdaad mismaakt was, duikt het beest op. Het beest, door Jagang gecreëerd, achtervolgt Richard door de kamer. In een poging om het beest te laten verdwijnen, roept Nicci het web weer op en zet zo opnieuw magie tussen de wereld van de levenden en de doden. Door geen magie toe te voegen aan de bezwering, komt de kracht van het leven en de kracht van de onderwereld tezamen en raakt het beest. Dit zorgt ervoor dat het beest weer verdwijnt voor een tijd.
Nicci verliest bij deze daad bijna haar leven, maar Richard slaagt er opnieuw in om haar te redden. Opeen beseft Richard dat de mismaaktheid van het web een klein symptoom is van een veel groter probleem: alle magie werd geïnfecteerd door de Akkoorden, die in de wereld van de levenden een gigantische magische schade hadden aangericht. Hieruit concludeert Richard dat de Ketenvuur bezwering ook geïnfecteerd moet zijn.
Kort daarna komt Shota naar de burcht, samen met Jebra. Jebra moet Richard ervan overtuigen dat Richard zijn tijd aan het verdoen is met het zoeken naar Kahlan, omdat er een wereld is die gered moet worden van de Imperiale Orde. Om haar eis kracht bij te zetten, heeft Shota Jebra meegebracht. Jebra getuigt over de verschrikkelijke wandaden die de bevolking van Ebinissia had moeten verdragen. Shota zegt ook dat Samuel onder de controle is van een andere heks: Zes. Richard zegt dat hij de situatie begrijpt, maar Shota is nog altijd niet overtuigd en raakt Richard aan met zijn kracht, dat hem toestaat een visioen te zien dat Richard in de plaats zet van een van de afgeslachte mannen van Ebinissia. Deze mannen werden ter dood veroordeeld, terwijl ze naar vunzige praat moesten luisteren over wat de soldaten met hun vrouwen zouden doen. In deze droomachtige realiteit ziet Richard Kahlan smeken voor zijn leven en zij geven elkaar hun liefde.
Terwijl Nicci en Shota een discussie hebben over het belang van visioen en de gruwelijkheid ervan, beseft Richard dat Shota gelijk heeft. Ongeacht hoe belangrijk Kahlans leven voor hem is, blijft het wel maar één leven. En dat wanneer de hele nieuwe wereld bedreigd wordt door de Orde. Tevreden vertelt Shota Richard een voorspelling die ze onlangs gezien heeft. Ze beschrijft dat, lang geleden, de Eerste Tovenaar Barracus naar de Tempel der Winden is gegaan om ervoor te zorgen dat er iemand opnieuw met subtractieve magie geboren zou worden. Nadat Barracus terugkwam van de Tempel smeet hij zichzelf uit het raam, maar niet voordat hij een speciaal boek achtergelaten heeft voor Richard. Voordat Shota vertrekt geeft ze Richard nog een cryptisch bericht: Richards moeder was niet de enige die in het vuur haar leven verloor.
Na de informatie die hij kreeg van Shota, komt Richard opnieuw tot de conclusie dat het onmogelijk is om tegen de Imperiale Orde te vechten. Daarop vertrekken Richard, Nicci en Cara, via de Sliph, naar het hoofdleger in D’Hara. Richard legt er aan de generaals uit wat zijn positie is en wat zijn conclusie daaruit is. Richard legt hen uit dat het leger in kleinere onderdelen moet worden opgesplitst. “Als de oude wereld oorlog wil, dan brengen we die naar hen”, stelt Richard. De tactiek bestaat erin om, terwijl het leger van de Imperiale Orde in de nieuwe wereld is, in de oude wereld dood en vernieling te brengen. Dood en vernieling zullen de herinnering worden van wat er gebeurt als je de Orde steunt.
De drie Zusters van de Duisternis en Kahlan volgen zuster Tovi’s vermeende spoor naar Caska, waar ze niet Tovi, maar Jagang vinden. Jangang bewijst opnieuw dat ook een meester strateeg is door uit te leggen dat hun eed aan Richard nooit gewerkt heeft, maar dat hij hen heeft laten gaan in de hoop er iets uit te leren. Jagang kan Kahlan ook zien, want hij was in de gedachte van de Zusters van het Duister toen zij de Ketenvuur bezwering loslieten.
Wanneer Richard terugreist naar de tovenaarsburcht, via de Sliph, wordt hij aangevallen door Jagangs magische beest. De dood gewaande prinses Violet (nu koningin Violet) zorgt ervoor dat Richard gescheiden wordt van zijn gave. De Sliph gebruikt een van haar ‘Nooduitgangen’ zodat Richard uit de Sliph kan komen. Deze nooduitgangen zijn gemaakt door Eerste tovenaar Barracus. De uitgang waar Richard zich bevindt, bevindt zich in de wildernis, dicht bij het land van de Nachtspichten. Richard moet voor een test van Barracus slagen voordat de Sliph hem verteld waarom hij bij de nachtspichten moet zijn. Richard kan in het land van de nachtspichten het boek terugvinden dat daar door Barracus werd achtergelaten werd. Hij wordt kort daarop gevangenengenomen door Zes en wordt meegenomen naar Tamarang. Daar verstopt hij het boek van Barracus in de folterkamer in welke hij gemarteld werd in het eerste boek. Richard zegt tegen zichzelf dat hij niet kan toestaan iemand het boek van Barracus mag vinden. Wanneer Richard wordt meegenomen naar Violet, probeert hij te ontsnappen. Hij slaagt enkele tientallen soldaten neer, waardoor kapitein Karg bewondering voor hem heeft. Richard wordt daarop gevangengezet en in plaats van ter dood gebracht, wordt hij de spits in het Ja’La dh Jin team van de divisie. 
De divisie voegt zich dan bij de hoofdmacht van de Imperiale Orde, dat het volkspaleis aan het belegeren is. Richard vangt een glimp op van Kahlan terwijl hij in het kamp wordt gebracht. Kahlan, die Richard niet meer kent, vindt toch haar wil terug om te vechten en probeert zich te herinneren wie ze was.
In de Tovenaarsburcht twijfelt Zedd of Kahlan nog gered kan worden, hoe hard Richard ook probeert. Kahlan is zo goed als dood, de ketenvuur bezwering overlapt of begraaft de herinneringen van Kahlan niet, maar vernietigt ze. Kahlan zal zich nooit iemand van hen herinneren. Nicci gebruikt daarop het Boek van het Leven om de kisten van Orden in Richards naam in het spel te brengen. Door dit te doen hoopt ze Richard de mogelijkheid te geven de oorlog te winnen.